# Ларс Форсселл
Ларс Ганс Карл Абрагам Форсселл (швед. Lars Hans Carl Abraham Forssell; 14 січня 1928 року, Стокгольм, Швеція — 26 липня 2007 року, Стокгольм, Швеція) — шведський письменник, член Шведської академії. Форсселл був різностороннім письменником, який писав у багатьох жанрах, включаючи поезію, драму та написання пісень. 

## Біографія
Народився 1928 року у Стокгольмі, де згодом навчався у школі Kungsholms Folkskola, яка на початку XX століття вважалась найбільшою школою у світі. У 1940-х роках навчався у США. Після цього повернувся на батьківщину та 1951 року одружився з Керстін Гане. У подружжя було двоє дітей — Йонас та Мальте. 
1952 року закінчив Уппсальський університет та став дописувачем з культури у таких газетах та журналах, як Utsikt, Bonniers Litterära Magasin, Poesi, Dagens Nyheter та Expressen. В той час став також автором пісень для кабаре-шоу, які відбувались у Гетеборгу. 1966 року став одним з журі 16-ого Берлінського міжнародного кінофестивалю. 
Його напрацювання з поезії дозволили йому стати членом Шведської академії у 1971 році, а пісні його авторства зробили його відомим для широкого загалу. 1973 року написав пісню для одного з учасників шведського відбору на Євробачення, а 1980 року — для співачки Lill-Babs. 
У 1968 та 1981 роках отримував премію Беллмана, 1992 — премію Пілота, 1993 — медаль Літератури та мистецтв, 1997 — стипендію Корнеліса Вресвейка, 1998 — премію Шведської академії. 
2007 року помер у Стокгольмі.